# Torta kunga

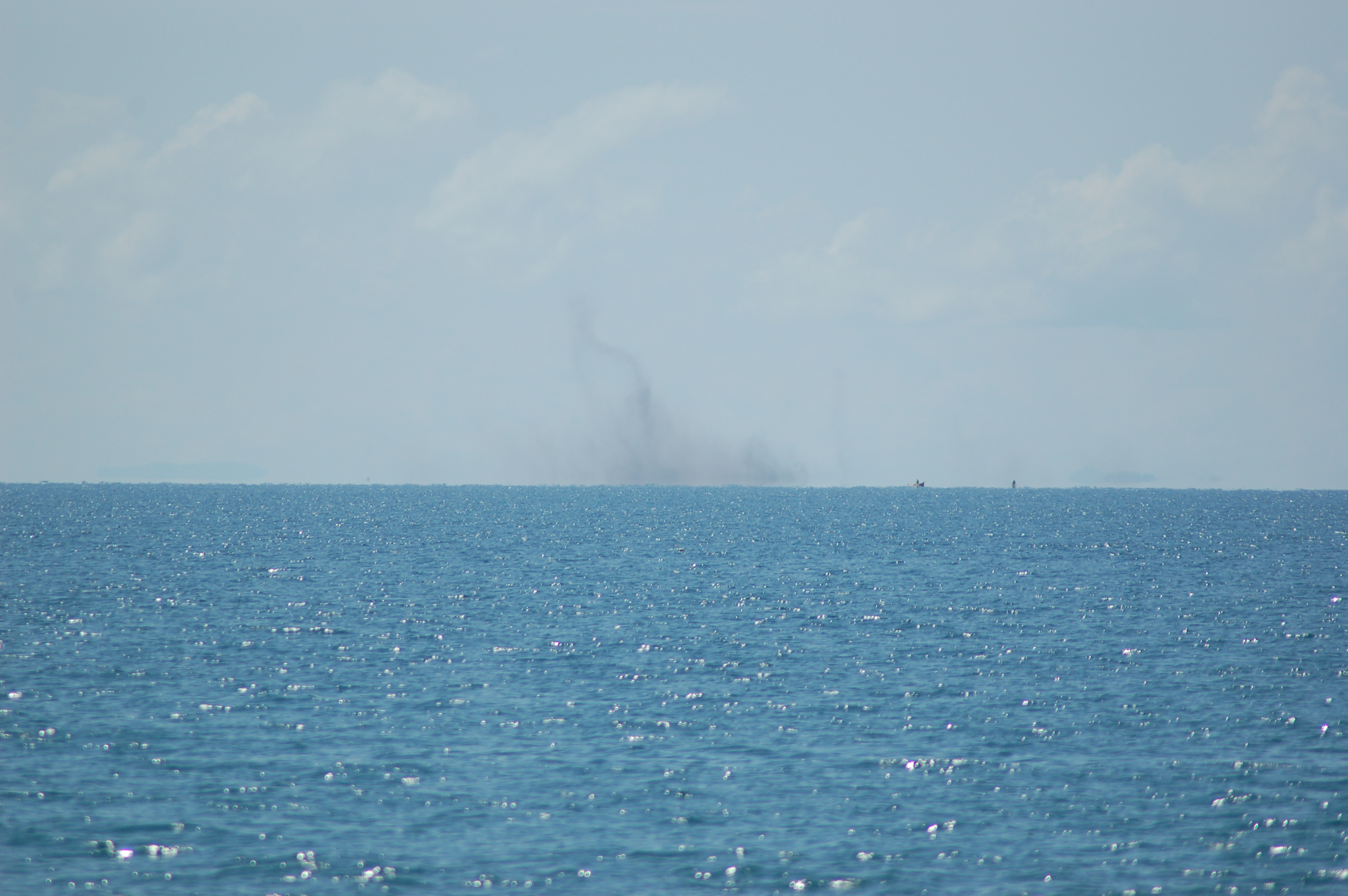
Enormi sciami di Chaoborus edulis, simili a lontani pennacchi di fumo sulle acque del Lago Malawi

Torta kunga oppure kungu è un cibo dell'Africa orientale composto da milioni di moscerini o mosche densamente compressi. Nel suo libro entomofagico "Insetti: una guida sul campo commestibile", Stefan Gates suggerisce che le persone possono "fare hamburger con esso, o seccarlo e grattugiarne parti in stufati" per "ricchezza di umami". Bear Grylls lo definisce "un grande alimento per la sopravvivenza" e descrive come vengono catturate grandi quantità e trasformate in kunga.
L'entomologo americano May Berenbaum discute la situazione in cui grandi sciami di moscerini possono causare problemi significativi alle popolazioni locali. Cita un esempio di come gli sciami di Chaoborus edulis si formino vicino al Lago Malawi e di come la gente del posto li trasformi in dolci di kunga come "una ricca fonte di proteine" che viene mangiata "con grande entusiasmo". L'esploratore David Livingstone (1865) affermò che "assaggiato non diversamente dal caviale", sebbene il professore di entomologia tropicale Arnold van Huis dichiarò che non gli piacesse affatto.
Per prendere le mosche, una padella può essere rivestita con olio da cucina e quindi trasportata attraverso uno sciame.